# Wischathal
Wischathal ist eine Ortschaft und eine Katastralgemeinde der Marktgemeinde Göllersdorf im Bezirk Hollabrunn in Niederösterreich. Die Ortschaft hat 89 Einwohner (Stand 1. Jänner 2024). Bis Ende 1971 war Wischathal eine eigenständige Gemeinde.

## Geografie
Das Dorf, das nur von Eitzersthal aus über die Landesstraße L1117 erreichbar ist, befindet sich westlich von Göllersdorf im gleichnamigen Tal unterhalb des Habergs (414 m ü. A.).

## Geschichte
Laut Adressbuch von Österreich waren im Jahr 1938 in der Ortsgemeinde Wischathal einige Landwirte ansässig.
Mit 1. Jänner 1972 wurden im Rahmen der Niederösterreichischen Kommunalstrukturverbesserung die bis dahin selbständigen Gemeinden Bergau, Eitzersthal, Großstelzendorf, Obergrub, Porrau, Untergrub, Viendorf und Wischathal nach Göllersdorf eingemeindet.